# Schefflera ternata
Schefflera ternata är en araliaväxtart som beskrevs av José Cuatrecasas. Schefflera ternata ingår i släktet Schefflera och familjen araliaväxter. Inga underarter finns listade.